# 杜景佺
杜 景佺（と けいせん、生没年不詳）は、杜景倹ともいい、唐代の官僚・政治家。もとの名は元方。本貫は冀州武邑県。

## 経歴
若くして明経に挙げられ、殿中侍御史に累進した。益州録事参軍として出向した。入朝して司賓寺主簿となり、司刑寺丞に転じた。天授年間、景佺は徐有功・来俊臣・侯思止らとともに刑事司法を担当し、当時の人に「徐有功や杜景佺に遇う者は必ず生き、来俊臣や侯思止に遇う者は必ず死ぬ」と称された。景佺は洛州司馬に累進した。
延載元年（694年）8月、景佺は鳳閣侍郎・同鳳閣鸞台平章事（宰相）となった。証聖元年（695年）、周允元の上奏により景佺は李昭徳の仲間とされて、溱州刺史に左遷された。のちに司刑寺卿に累進した。神功元年（697年）、再び鳳閣侍郎・同鳳閣鸞台平章事となった。このころ契丹の侵入があり、河北の諸州の多くは契丹に降った。契丹が撃退されると、河内王武懿宗は契丹に従った河北の人々の罪をあげつらおうとした。景佺はみな迫られて従ったもので、その本心からのものではないとして、罪を赦すよう請願した。武則天は景佺の意見に従った。聖暦元年（698年）、景佺は宰相を退任し、秋官尚書に転じた。禁中の語を漏らした罪を問われて、司刑寺少卿に左遷され、并州長史として出された。赴任する道中で病没した。相州刺史の位を追贈された。
子の杜澄は文才で知られ、官は鞏県県尉に上った。

## 伝記資料
- 『旧唐書』巻90 列伝第40
- 『新唐書』巻116 列伝第41